# Serafin (Ghinis)
Serafin, imię świeckie Serafim Ghinis (ur. 12 grudnia 1949 w Atenach) – grecki duchowny prawosławny w jurysdykcji Patriarchatu Konstantynopola, od 2019 r. tytularny metropolita Sebasty.

## Życiorys
31 sierpnia 1975 przyjął święcenia diakonatu, a 28 grudnia prezbiteratu. 31 marca 1991 otrzymał chirotonię biskupią. Od tego czasu do 3 października 2019 r. był wikariuszem Arcybiskupstwa Australii, z tytułem biskupa Apollonias.